# Shcherbinaïta
La shcherbinaïta és un mineral de la classe dels òxids. Rep el nom de Vladimir Vital'evich Shcherbina (20 de novembre de 1907, Sant Petersburg, Imperi Rus - 20 de juliol de 1978, Moscou, URSS), geoquímic i mineralogista. Va ser alumne d'Alexander Fersmann. El 1931, va dirigir un equip de l'Acadèmia de Ciències de l'URSS en l'examen mineralògic del massís de Lovozero.

## Característiques
La shcherbinaïta és un òxid de fórmula química V5+₂O₅. Cristal·litza en el sistema ortoròmbic. La seva duresa a l'escala de Mohs es troba entre 3 i 3,5.
Segons la classificació de Nickel-Strunz, la shcherbinaïta pertany a «04.HE: Filovanadats» juntament amb els següents minerals: melanovanadita, hewettita, metahewettita, bariandita, bokita, corvusita, fernandinita, straczekita, häggita, doloresita, duttonita i cavoïta.

## Formació i jaciments
Va ser descoberta al dom d'andesita de Novyi, al volcà Bezymyannyi (Krai de Kamtxatka, Rússia). També ha estat descrita en altres indrets de Rússia, tant al krai de Kamtxatka com a l'óblast de Sakhalín. També se n'ha trobat a Mèxic, El Salvador, Alemanya i Finlàndia.